# Großes Höllental

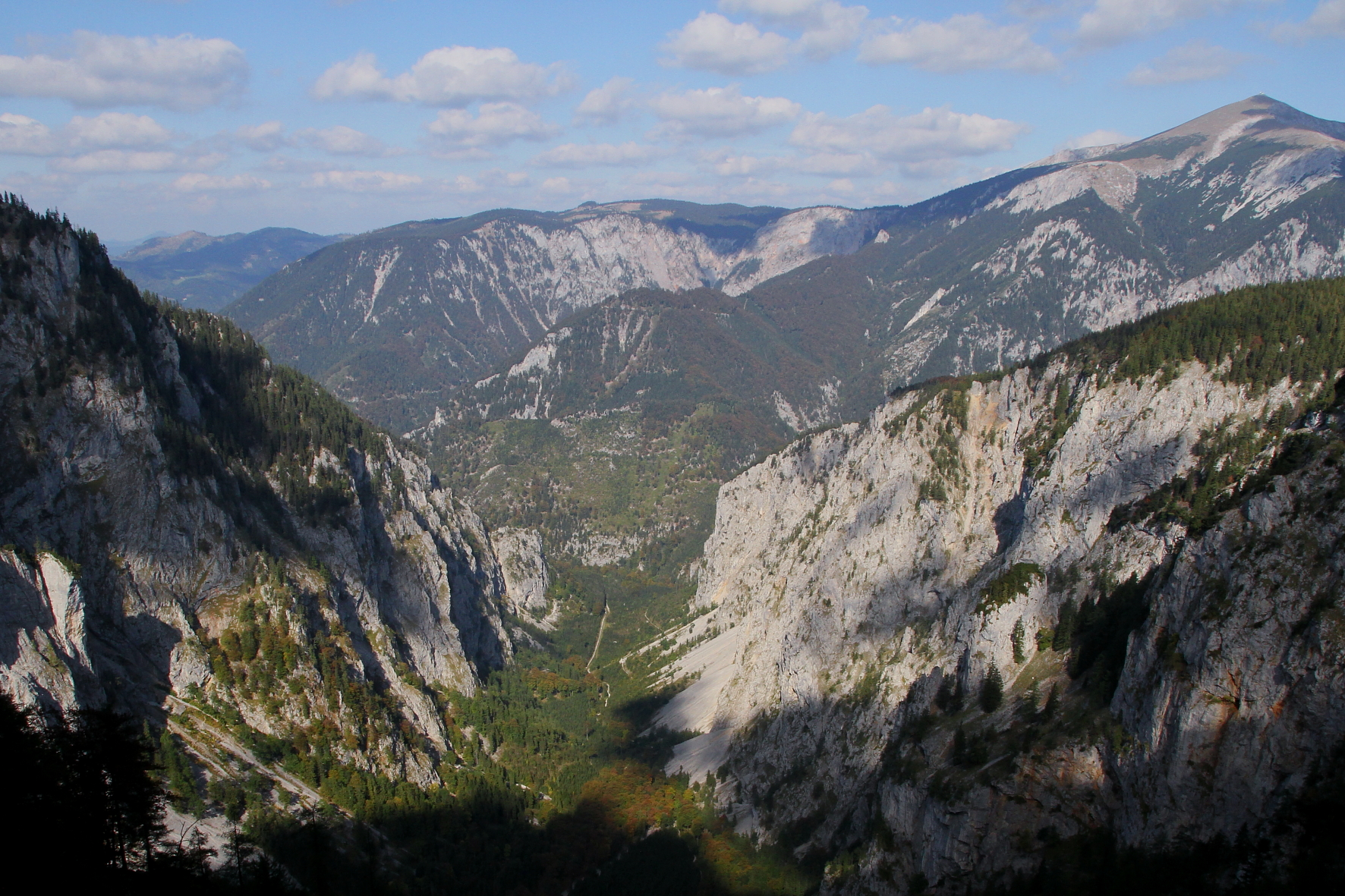
Das Große Höllental in Richtung Talausgang. Links die Klobenwand, rechts die Loswand und im Hintergrund der westliche Teil des Schneebergmassivs. Rechts hinten das Klosterwappen, Niederösterreichs höchster Gipfel.

Das Große Höllental in Niederösterreich ist ein offener Felskessel und ein Nebental des Höllentals an der Nordostseite des Raxmassivs nächst dem Weichtalhaus.

## Beschreibung
Das Tal ist ein verkarstetes Trockental.
Der steilwandige Felskessel in Nord-Süd-Richtung hat eine Länge von rund vier Kilometern. Westseitig ist das Tal durch die Klobenwand begrenzt, die zum Gemeindegebiet von Schwarzau im Gebirge gehört; ostseitig durch die Loswand, welche sich auf dem Gemeindegebiet von Reichenau an der Rax befindet. Die hydrographische Fläche beträgt 9,75 km².
Das Tal ist zur nördlich gelegenen Schwarza offen (auf etwa 540 m ü. A.), jedoch eingezäunt und nur über den nach dem damaligen Betriebsvorstand der Wiener Wasserwerke Franz Schönbrunner benannten Schönbrunnerweg mit der Schönbrunner-Stiege zugänglich. Beim Taleingang nächst der Höllental Straße befindet sich ein Denkmal für die Ursprungsquellen der I. Wiener Hochquellenwasserleitung, das Höllentalquellen-Denkmal.
Der südwestliche Talschluss ist im Bereich der Wolfgang-Dirnbacher-Hütte auf 1477 m. Südostseitig beim Talschluss wurde 1910 auf einer Felsnase (1620 m) die Höllentalaussicht vom Deutschen und Österreichischen Alpenverein errichtet.
Oberhalb der Klobenwand ist parallel zur Längsachse des Großen Höllentals der Rudolfsteig angelegt und ostseitig der Wachthütt(e)lkammsteig. Aus dem Tal selbst führt kein Wanderweg zur Hochebene des Raxmassivs, jedoch mehrere teils mäßig schwierige Klettersteige.

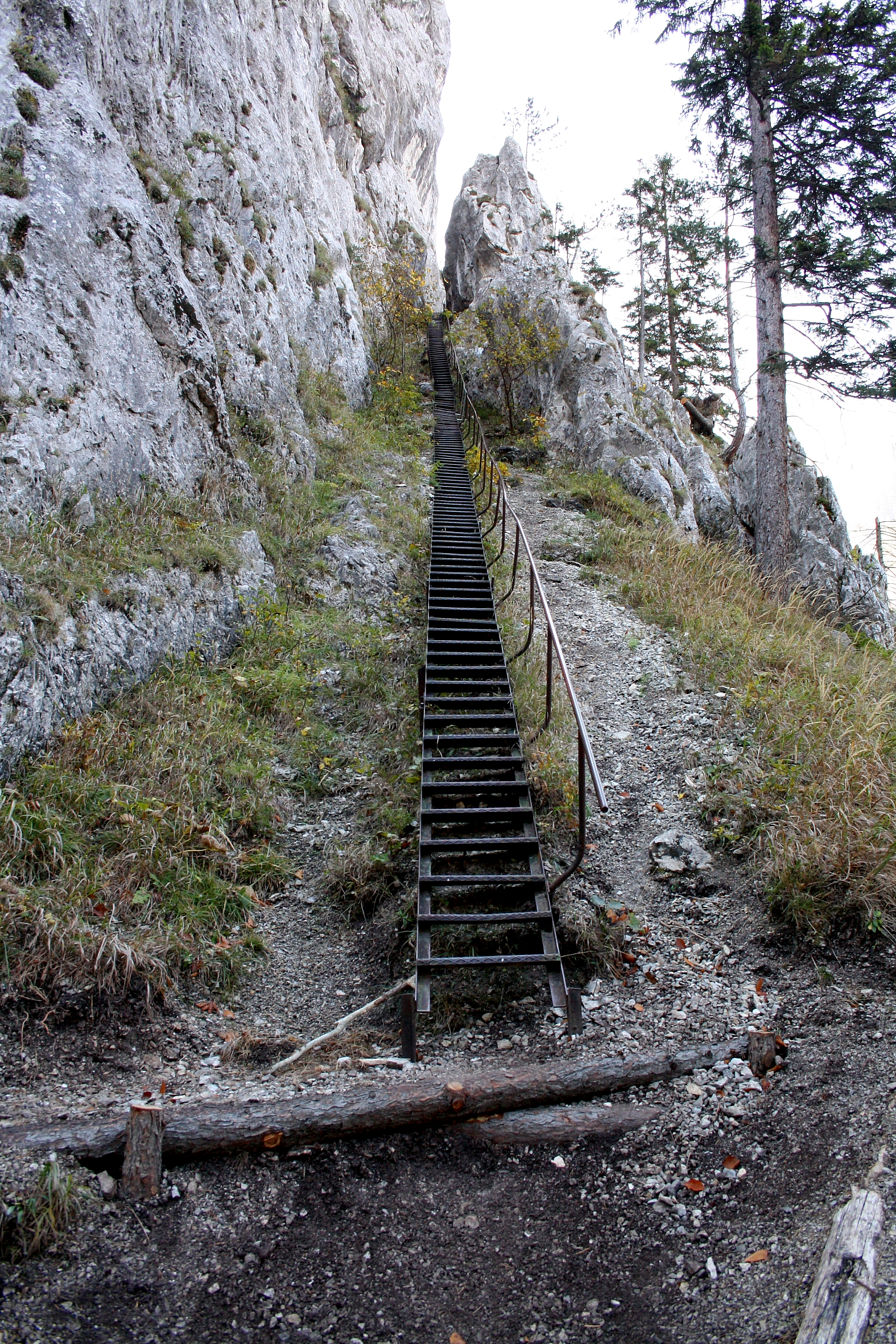
Die Schönbrunner-Stiege
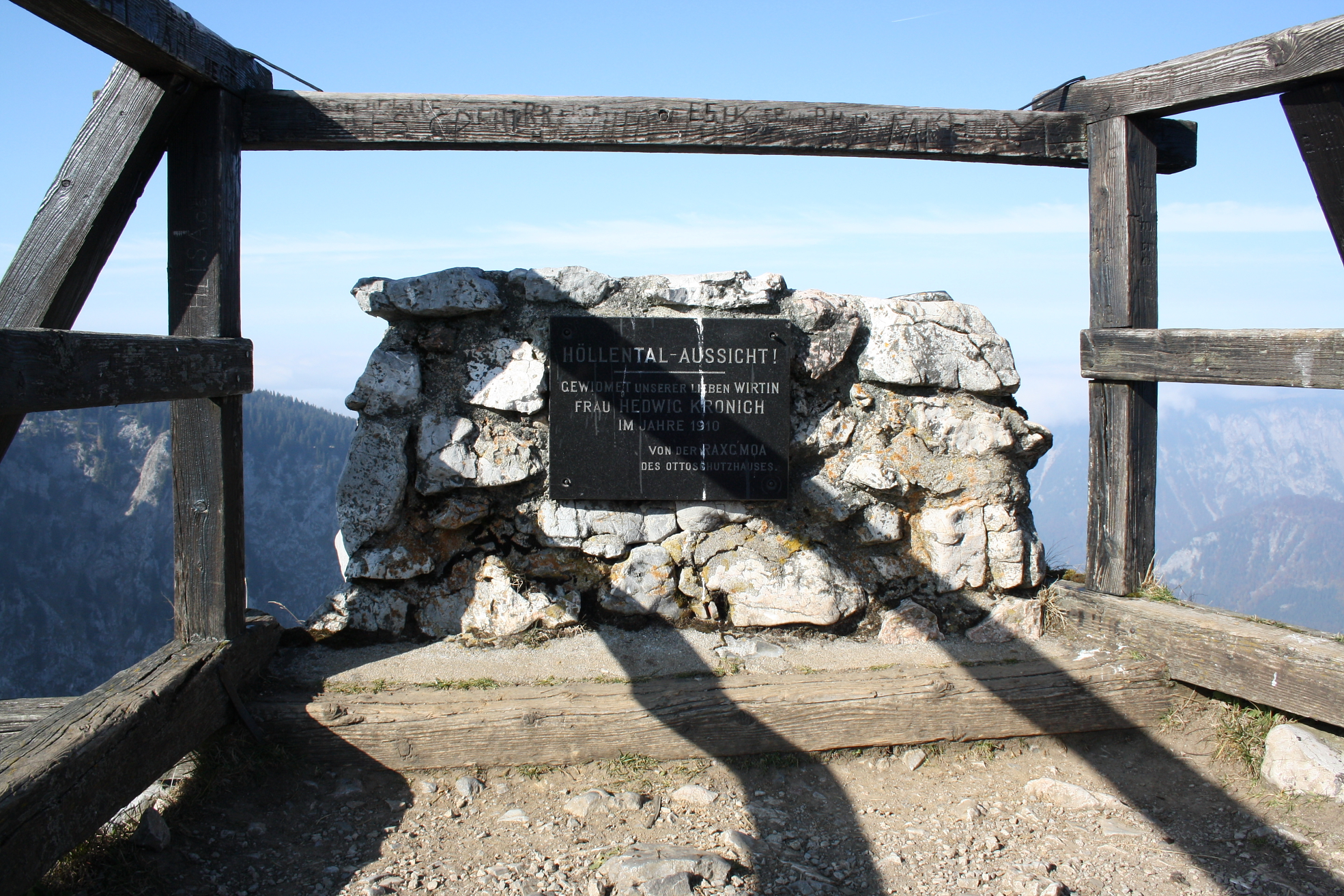
Das Denkmal bei der Höllentalaussicht
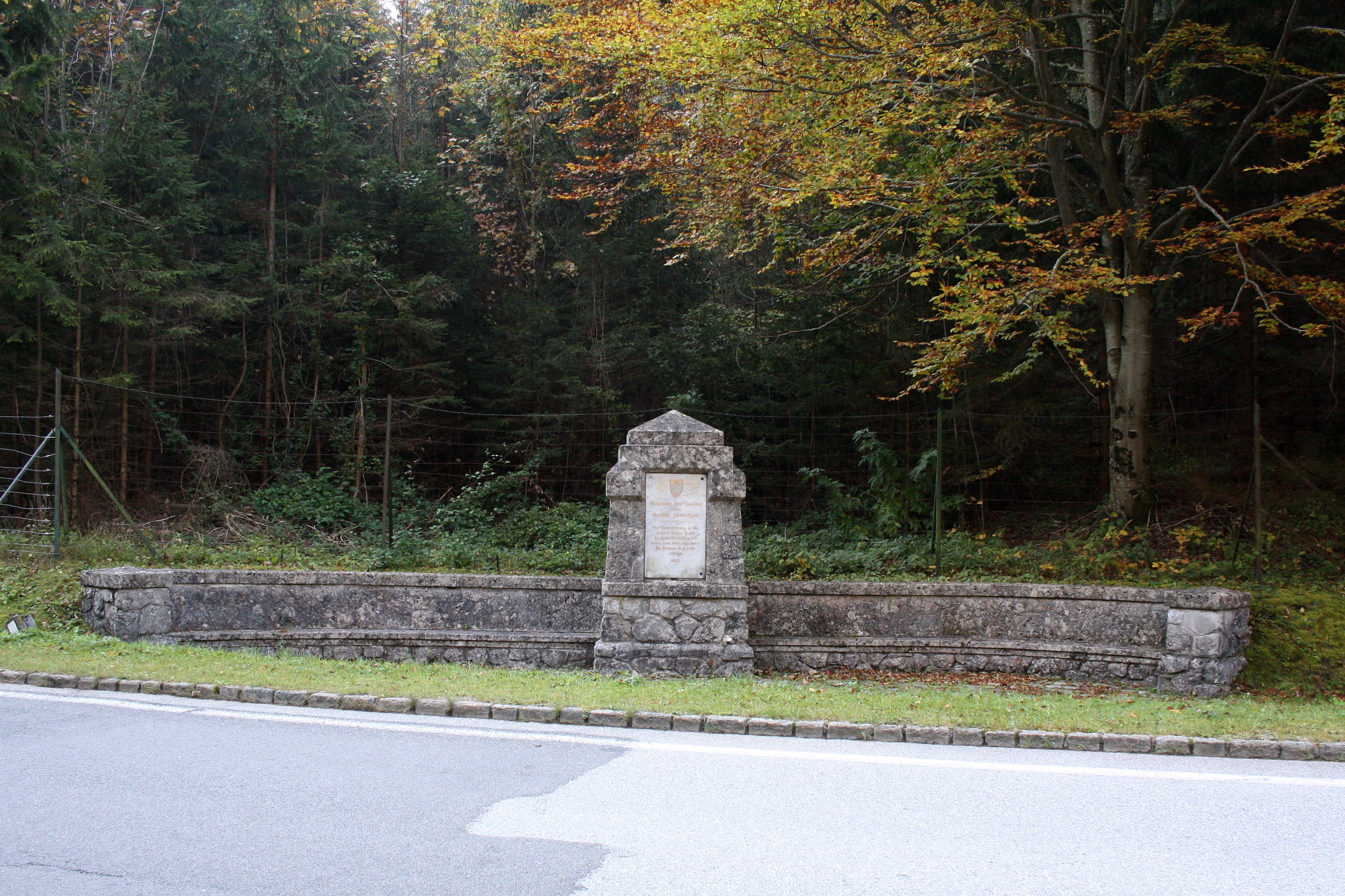
Das Denkmal für die Ursprungsquelle beim Taleingang
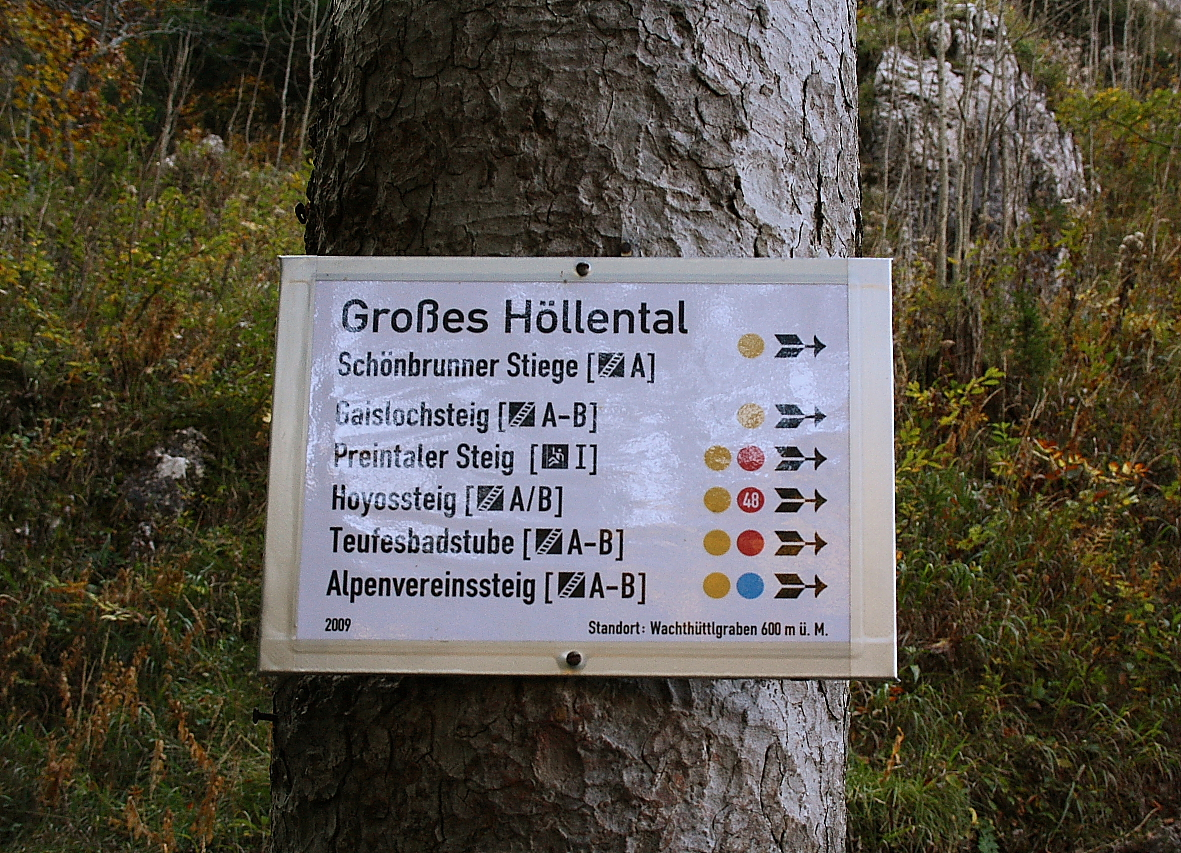
Wegschild bei der Gabelung Wachthüttl-Kammsteig – Großes Höllental

## Steige
Die Bezeichnung „Steig“ enthält keine Aussage über den Schwierigkeitsgrad! Es kann sich bei einem Steig um eine einfach gesicherte Wanderroute handeln, aber auch um eine Kletterroute, die höchste Qualifikation verlangt.

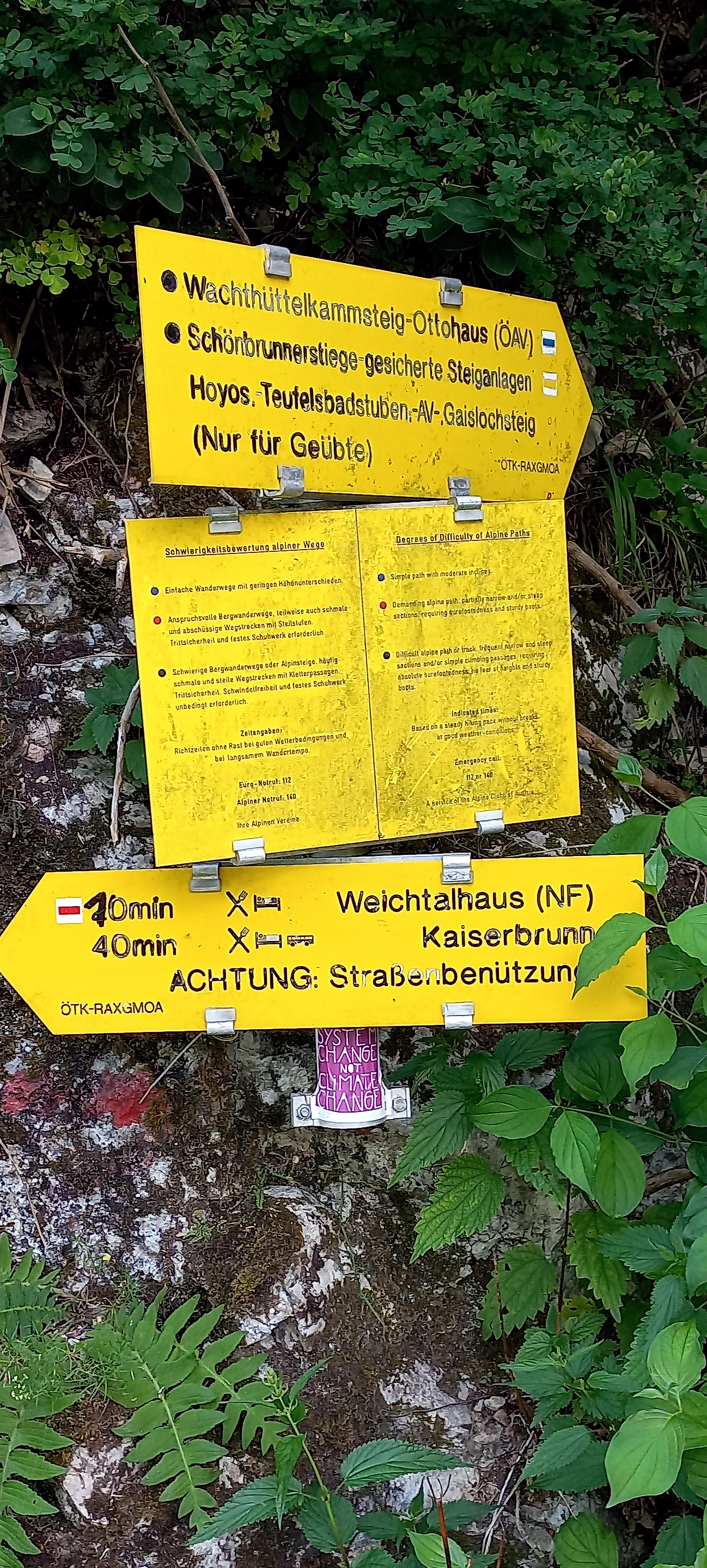
Wege um das Höllental mit „schwarzem Punkt“ und Beschreibung der Anforderungen (am Einstieg beim Weichtal), Juni 2022

### Schönbrunnersteig
Dieser Weg (auch Schönbrunnerweg genannt) führt vom Höllental beim Weichtalhaus ins Große Höllental. Er bildet den Zugang zu den Klettersteigen an den Wänden dieses Tals, hat aber selbst keinen Ausgang auf die Hochfläche der Rax. Der Steig verläuft weitgehend am Fuß der Felswände der Rax, einige Stellen sind mit Stahlseilen oder Ketten gesichert. Er selbst hat keinen alpinen Schwierigkeitsgrad, setzt aber wie alle alpinen Wege Trittsicherheit und festes Schuhwerk voraus. Die Schönbrunnerstiege ⊙ ist der bekannteste Teil dieses Steiges: Dabei handelt es sich um eine Metallstiege mit (nach Verlängerung im unteren Teil) 169 Stufen, mit der ein Steilstück überwunden wird. Der Schönbrunnersteig wurde angelegt, weil der untere Teil des Großen Höllentals als Teil des Wasserschutzgebietes für die Quellen der 1. Wiener Hochquellenwasserleitung im Höllental gesperrt wurde, auf diese Weise die Sperre umgangen werden konnte und ein Zugang zu den Klettersteigverbindungen im Großen Höllental möglich blieb.

### Rudolfsteig
Der Rudolfsteig wurde vom Österreichischen Gebirgsverein erbaut und am 8. August 1920 feierlich erstbegangen. Ein teilweise steiler Wanderweg, der meist am oberen Rand der Felsen der Klobenwand entlangführt. Ausgangspunkt ist die Höllental Straße nächst dem Weichtalhaus, der Endpunkt befindet sich beim Klobentörl auf 1648 m, dabei werden rund 1100 Höhenmeter überwunden.

### Wachthütt(e)lkammsteig
Dieser wurde am Wachthütt(e)lkamm 1906 von der alpinen Gesellschaft D’Speckbacher errichtet. Der Wachthüttelkammsteig verbindet im Norden der Rax das Höllental und die Wege zum Ottohaus auf der Hochfläche der Rax. Er hat zwei sehr unterschiedliche Abschnitte. Sein südlicher Teil liegt auf der Hochfläche der Rax und ist ein einfacher Wanderweg. Sein nördlicher Teil (Ab-/Aufstieg vom Höllental) ist zwar ein – im Vergleich mit den anderen Klettersteigen des großen Höllentals – immer noch relativ einfacher alpiner Fußsteig, er besteht aber aus einem System von schmalen, teils steilen Wegpassagen, kurzen einfachen Kletterstellen, Leitern, Trittstufen und fest verlegten Halteseilen. Er ist als schwieriger Bergwanderweg oder Alpinsteig mit „schwarzem Punkt“ ausgewiesen und verlangt zwar keine Kletterausrüstung, aber (wie alle Steige dieses Gebietes) Kondition, Trittsicherheit, Schwindelfreiheit und festes Schuhwerk. Er wird auch als sehr einfacher Klettersteig bezeichnet, der nur durch die vielen flachen Leitern im unteren Bereich die Schwierigkeitsstufe A von Klettersteigen erreicht. Der Einstieg des Steigs befindet sich bei der Höllentalstraße kurz vor einer Lawinengalerie nächst dem Weichtalhaus. Der „verlängerte“ Endpunkt ist das Otto-Schutzhaus auf 1642 m, dabei müssen rund 1100 Höhenmeter bewältigt werden.

### Alpenvereinssteig

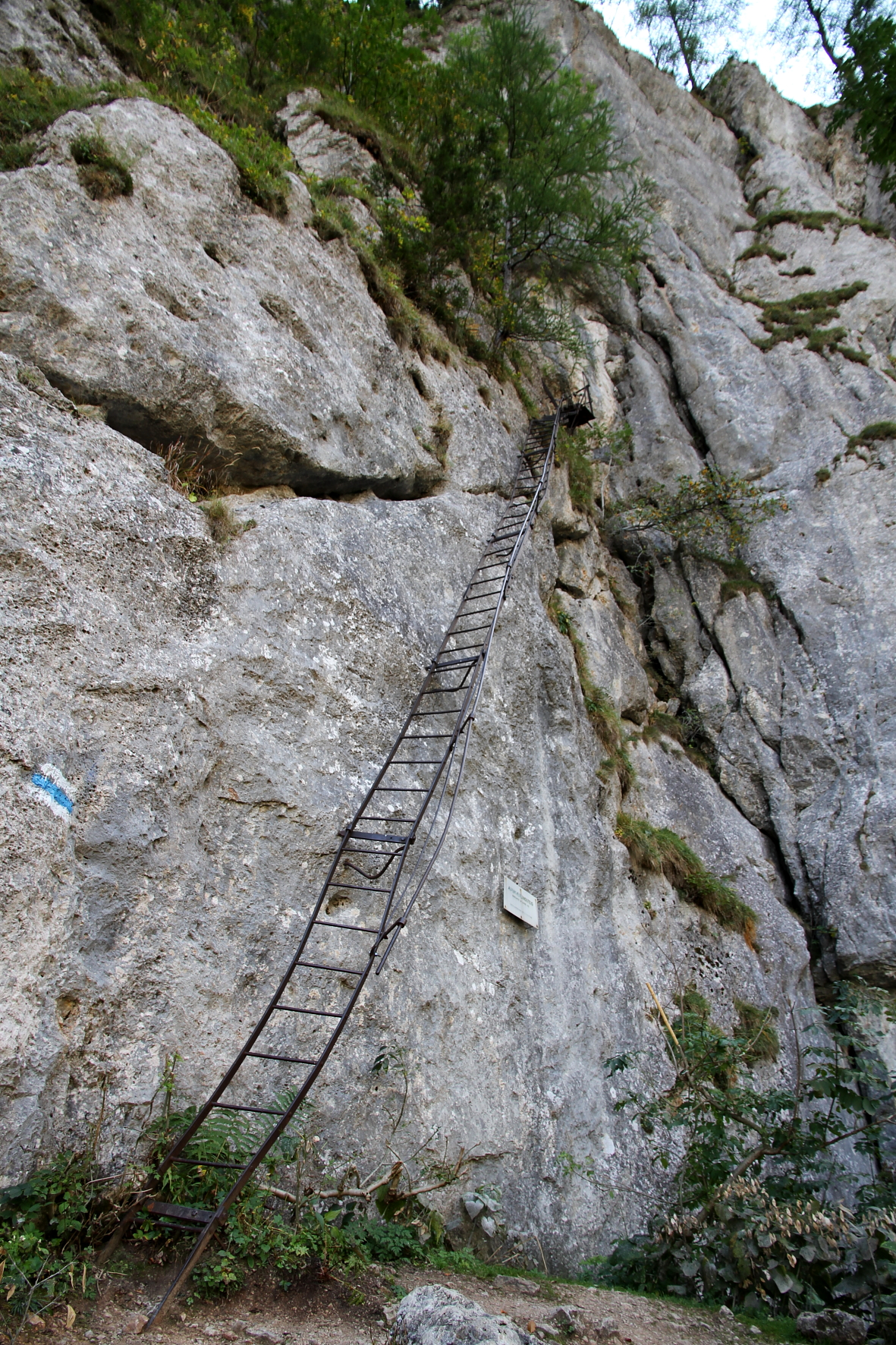
Der Einstieg des Alpenvereinssteiges

Der Klettersteig mit einer Schwierigkeitsstufe B führt vom hinteren Talboden zur Höllentalaussicht (1620 m). Er wurde auf Veranlassung von Camillo Kronich (1876–1958) im Interesse eines direkten Zugangs vom Großen Höllental zu dem von Kronich bewirtschafteten Otto-Schutzhaus (1644 m) vom Wiener Schlossermeister August Cepl errichtet und am 9. Oktober 1910 im Beisein des Präsidenten des DÖAV-Hauptausschusses, Adolf von Guttenberg (1839–1917), eröffnet. Der Einstieg erfolgt auf rund einer Höhe von 1000 m über fünf steile Leitern bei der Ceplwand.

### Hoyossteig
Der gesicherte Hoyossteig (anfänglich: Graf-Ernst-Hoyos-Steig) wurde mit Einverständnis von Ernst Karl Graf Hoyos-Sprinzenstein (1856–1940) im Jahr 1912 vom Österreichischen Gebirgsverein fertiggestellt. Der Klettersteig, Teile davon ursprünglich Klobenwand-Jagdsteig (ungesichert), mit einer Schwierigkeitsstufe A/B überwindet die Klobenwand an der Westseite des Großen Höllentals und führt von etwa der Mitte des Talkessels zum Rudolfsteig hinauf.

### Teufelsbadstubensteig
Der Ursprung dieses Steigs im klassischen Stil ist ein Jagdsteig, den Erzherzog Johann 1802 anlegen ließ. Nachdem dieser in Vergessenheit geraten war, ließ der Österreichische Touristenklub 1894 eine Steiganlage errichten. Der Klettersteig mit einer Schwierigkeitsstufe B überwindet die ostseitige Felswand des Großen Höllentals. Er führt von etwa der Mitte des Talkessels über die Loswand hinauf zum Wachthütt(e)lkammsteig.

### Weitere Steige
- Gaislochsteig (Listlsteig); dieser führt vom hinteren Talboden über den südwestlichen Talschluss (Geißloch) auf die Wolfgang-Dirnbacher-Hütte (1477 m) und bietet im Winter Eiskletterei.
- Gustav-Jahn-Steig; dieser Steig, benannt nach dem Wiener Hochalpinisten und Maler Gustav Jahn (1879–1919) nicht zuletzt in Würdigung von dessen Leistung beim Bau des ein Jahr zuvor eröffneten Alpenvereinssteigs, bildet eine Querverbindung zwischen Alpenvereinssteig und Gaislochsteig und weist den Schwierigkeitsgrad B[6] auf. Er wurde ebenfalls, so wie der Alpenvereinssteig, auf Betreiben Camillo Kronichs von Kunstschlosser August Cepl errichtet; die Freigabe erfolgte am 22. Juli 1911.[11]
- Höllentalsteig; dieser Steig liegt in der Klobenwand und wurde 1923 von Ella Schauer und Alois Wildenauer erstbegangen.[12]
- Akademikersteig; ein Klettersteig mit Schwierigkeitsgrad 2+ in der Loswand.[13]
- Katzenkopf/Zimmer-Steig; eine Kletterroute mit 14 Seillängen in der Loswand.[13]
- Wiener Neustädter Steig; Schwierigkeitsgrad 3–4. Dieser Steig über den Grat nördlich des Teufelsbadstubensteigs wurde in Erinnerung daran benannt, dass die Bezirkshauptmannschaft Wiener Neustadt um das Jahr 1900 angesichts der vielen Bergsteiger-Unglücksfälle auf der Rax überlegte, von den Kletterern vor dem Begehen eines schwierigen Steiges einen Befähigungsnachweis zu verlangen.[14]

### Steige in historischer Landkarte
In dieser Landkarte (Stand ca. 1921) werden folgende weiteren Steige erwähnt und mit ihrer Einstiegsstelle markiert:
- In der Klobenwand:
  - Südbahner-Steig
  - Klobenwand-Schlucht
  - Staatsbahner-Steig
  - Klobenwand-Jagdsteig
  - Ebensteiner-Weg
  - Kohlröserl-Steig
- In der Loswand:
  - Blechmauern-Steig
  - Goten-Steig
  - Wiener Alpenklub-Steig
  - Loswand-Kamin
  - Katzenkopf-Kleeblatt-Steig
  - Zimmer-Steig
  - Excelsior-Steig
  - Quartett-Steig
  - Bergsteigerbund Weg
  - Nibelungen-Steig
- Der Zustieg zum Gaisloch wird in dieser Landkarte als „List Steig“ bezeichnet, die Höllentalaussicht ist als „Hedwig-Aussicht“ bezeichnet. Mehrere der verzeichneten Schutzhütten, z. B. das Bergsteigerheim am Beginn des Großen Höllentals oder die Speckbacherhütte am Wachthüttelkamm, existieren nicht mehr (einer der Gründe für die Abtragung von Schutzhütten und die Verlegung von Wegen war die Einrichtung des Wasserschutzgebietes der 1. Wiener Hochquellwasserleitung).